# Сэр Билли
Сэр Билли — компьютерный анимационный художественный фильм 2012 года британского производства. Создатели — Саша Хартманн и Тесса Хартманн, актеры озвучания — Кристофер Александр, Джон Эвэбайл, Шон Коннери, Алан Камминг, Патрик Дойл и Кирон Эллиотт.
Это была первая роль Коннери в кино после «Лиги выдающихся джентльменов» (2003), и последняя перед его смертью в 2020 году. Коннери ушёл на пенсию в 2006 году, но присоединился к актёрскому составу фильма в качестве одолжения Хартманнам.
Фильм является первым CGI анимационным фильмом Шотландии.
«Сэр Билли» был в производстве в Глазго в течение нескольких лет, с 30-минутной версии короткометражного фильма 2006 года был расширен до 80 минут.
Премьера фильма состоялась 13 апреля 2012 года, в Sonoma Международном кинофестивале.
Вызвал негативную реакцию в британской прессе.

## В ролях
- Шон Коннери — сэр Билли
- Алан Камминг — Гордон Коза
- Патрик Дойл — адмирал
- Грег Хэмпхилл — г-н McTavish
- Форд Кирнан — банджо Барри
- Мириам Марголис — баронесса Шанталь McToff
- Алекс Нортон — барон McToff
- Барбара Рафферти — Барбара Jag
- Эми Сакко — Тони Тернер
- Ларри Салливан — Леди Серена
- Рубин Воск — Патти Тернер